# Palazzo Margherita (Roma)
Il Palazzo Margherita è un edificio di Roma, situato nel rione Ludovisi, su via Vittorio Veneto.
Prende il nome della Regina Margherita che ne fece sua residenza ufficiale dopo l'assassinio del re consorte Umberto I avvenuto nel 1900.

## Storia
Il palazzo fu costruito tra il 1886 e il 1890 su progetto di Gaetano Koch per il Principe di Piombino Rodolfo Boncompagni Ludovisi, che nel fervore edilizio che aveva sommerso la nuova capitale si era visto espropriare il palazzo Piombino in via del Corso (dove è attualmente la Galleria Alberto Sordi, già nota come Galleria Colonna) e volle sostituirlo con questo. Esso sorge su una porzione della Villa Ludovisi, il cui vastissimo parco era stato lottizzato dal medesimo principe, in convenzione con il Comune di Roma e la Società Generale Immobiliare nel 1883, per creare un quartiere residenziale per la nuova borghesia - la lottizzazione diventerà infatti il rione Ludovisi nel 1921. Gli alberi del giardino della villa rappresentano l'ultimo residuo del parco originale (insieme a quello del Casino dell'Aurora Ludovisi). Incorpora sul retro  Palazzo Grande, denominato anche Villa Ludovisi, (del 1622), che era stato il primo nucleo della villa Ludovisi.
L'immobile fu presto venduto - in quanto l'exploit immobiliare del Principe di Piombino gli aveva procurato più problemi che guadagni - ai Savoia, che l'acquistarono nel 1900 per farne la residenza della regina Margherita, divenuta regina madre dopo l'assassinio di Umberto I e il passaggio del trono al figlio Vittorio Emanuele III, la quale lo abitò fino alla morte nel 1926.
Dal 1931 il palazzo divenne sede dell'Ambasciata statunitense in Italia e nel 1946 fu acquistato dal Governo degli Stati Uniti d'America.